# Аун Сан (стадион)
Богъйок Аун Сан (бирм. ဗိုလ်ချုပ် အောင်ဆန်း အားကစားကွင်း ''buil hkyup aung hcan: a: ka. ca: kwang:) — многофункциональный стадион, расположенный в деловой части Янгона, Мьянма.
Назван в честь генерала Аун Сана. Вмещает 40 000 зрительских мест, является самым большим стадионом Мьянмы. Использовался как национальный стадион в середине 1980-х. Был основным спортивным сооружением на Юго-восточных азиатских играх в 1961 и 1969 годах. Сейчас на стадионе не проводятся соревнования международного масштаба и он используется для проведения футбольных матчей чемпионата Мьянмы.
Национальный крытый стадион «Аун Сан», расположенный вблизи открытого стадиона используется для проведения соревнований под крышей.